# فیصل المرقب
فیصل المرقب (عربی: فيصل المرقب؛ زادهٔ ۱۱ آوریل ۱۹۸۱) یک ورزشکار اهل عربستان سعودی است.
از باشگاه‌هایی که در آن بازی کرده‌است می‌توان به باشگاه فوتبال الوحده عربستان سعودی، باشگاه فوتبال الاتحاد، باشگاه فوتبال الوطنی عربستان سعودی، و باشگاه فوتبال التعاون عربستان سعودی اشاره کرد.